# Chapelle Saint-Ludan d'Hipsheim
La chapelle Saint-Ludan est un monument historique situé à Hipsheim, dans le département français du Bas-Rhin.

## Localisation
Ce bâtiment est situé RN 83 à Hipsheim.

## Historique
L'édifice fait l'objet d'une inscription au titre des monuments historiques depuis 1968.

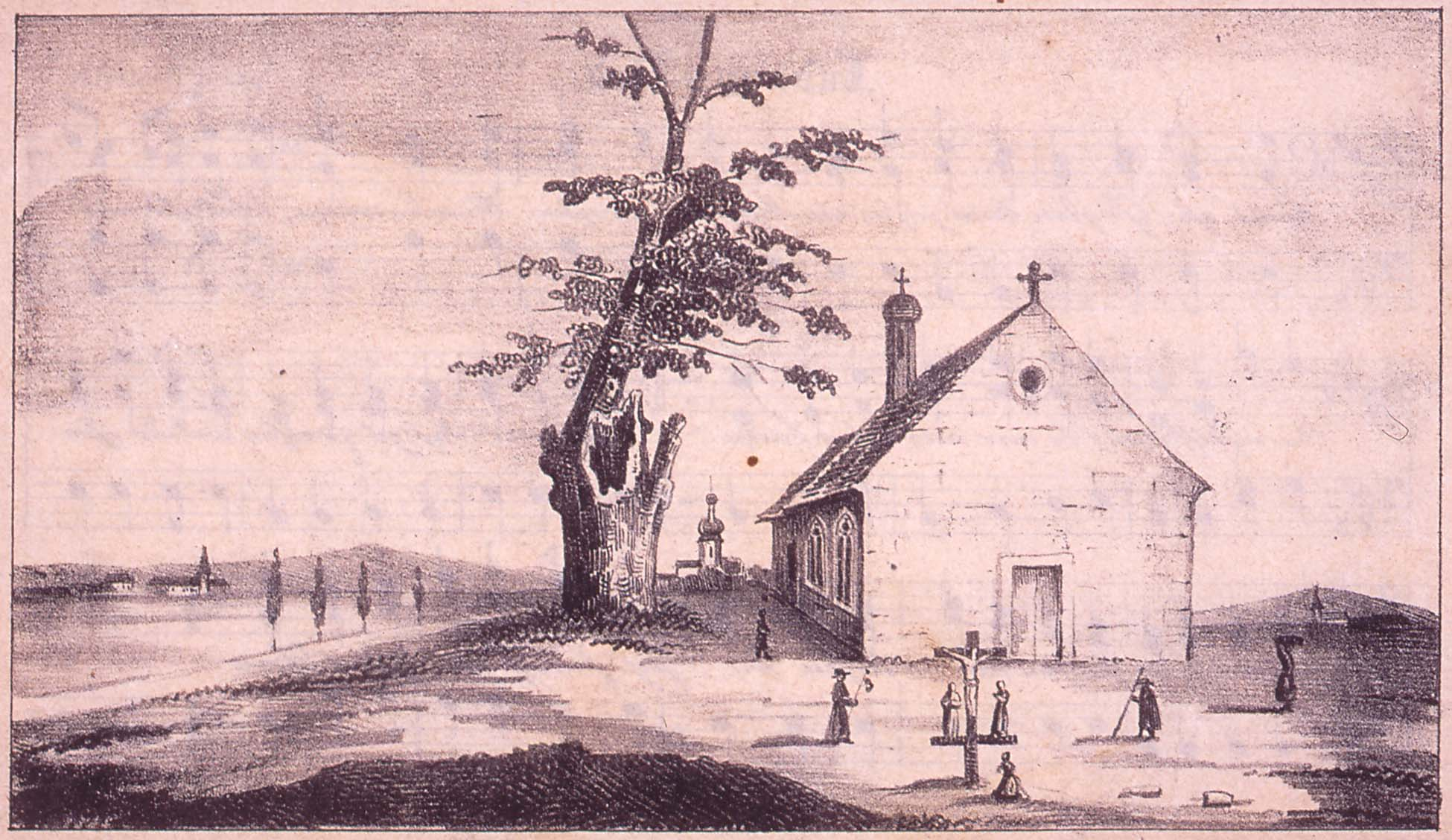
Lithographie du XIXe siècle de la chapelle.